# Mohammed Omar
Mullah Mohammed Omar (pashto: ملا محمد عمر; født mellem 1950-1962, død 23. april 2013) var den øverst kommanderende og spirituelle leder af det afghanske Taliban, og var Afghanistans de facto-statsoverhoved fra 1996 til 2001. Der er en del spekulationer om hans liv, og det er derfor ikke sikkert hvor han er født eller død. Han holdt sig skjult under USAs invasion af Afghanistan i 2001 og var frem til sin død eftersøgt af de amerikanske myndigheder i forbindelse med, at han og Taliban-organisationen havde givet husly til den internationale terrorist Osama bin Laden og hans Al-Qaida netværk.

## Liv og karriere
Han blev født som søn af en afghansk bonde, der er stor spekulation om hans fødested, ifølge nogen kilder voksede han op i landsbyen Singesar, ifølge andre kilder i byen Nodeh, nær Kandahar.
Ifølge Talibans biografi for Omar offentliggjort i april 2015, blev han født i 1960 i landsbyen Chah-i-Himmat, i Khakrez Distriktet, Kandahar Province. Bedre kendt end fødestedet er Omars barndomshjem i Deh Rahwod Distriktet, Uruzgan Provinsen, han flyttede til en landsby her sammen med sin onkel efter hans far var død.
Der er ligeledes en del spekulationer omkring Omars fødselsår, ifølge kilderne er Omar født imellem 1950 og 1962 eller 1953, eller så sendt som omkring 1966. Ifølge "en overraskelse biografi" offentliggjort af Taliban i april 2015, er han født i 1960.
Som Pashtunere var Omar født ind i konservative landdistrikter i Afghanistan hos en fattig jordløs familie fra Hotak stammen, der er en del af den større Ghilzai gren. Ifølge Hamid Karzai, "Omar's father was a local religious leader, but the family was poor and had absolutely no political links in Kandahar or Kabul. They were essentially lower middle class Afghans and were definitely not members of the elite." Hans far Mawlawi Ghulam Nabi Akhond døde da Omar var ung. Ifølge Omars egne ord var han 3 år gammel da hans far døde, derefter blev han opfostret af sin onkel. En af hans onkler giftede sig med Omars mor, og familien flyttede til en landsby i det fattige Deh Rawod Distrikt, hvor onklen var religiøs lære. Ifølge nogen kilder levede familien et landsbyområde kaldet Dehwanawark, tæt ved byen Deh Rahwod.

### Talibans grundlæggelse
Omar var relativt ukendt i Afghanistan indtil 1994. Efter den sovjetiske tilbagetrækning fra Afghanistan, grundlagde han Taliban, for at bekæmpe hvad han så som Afghanistans nedsynken i anarki og lovløshed. Hans rekrutter kom primært fra afghanske koranskoler i Pakistan og Afghanistan. Ifølge visse kilder, grundlagde Omar Taliban bevægelsen, efter at have haft en drøm hvor den islamiske profet Muhammed kom til ham, og bad ham lede de troende.
Omar blev beskrevet som en fysisk stor mand, med en anslået højde på omkring 2 meter. Han blev af mange anset for at være en dygtig militær leder. Omar blev såret fire gange, og mistede synet på sit ene øje, da han som medlem af Harakat-i Inqilab-i Islami var en del af den anti-sovjetiske mujahideen.
Omar var kendt som en stærkt troende muslim, og havde blandt andet drevet sin egen koranskole (madrassah) i nærheden af Kandahar. I 1996 gav hans tilhængere ham titlen Amir al-Mu'minin (أمير المؤمنين), "De troendes leder".
Omars særdeles dedikerede forhold til den islamiske religion førte blandt andet til, at han gav ordre til ødelæggelsen af to store Buddha-statuer, der almindeligvis var anset for vigtige og værdifulde både historisk og arkæologisk. Omar betegnede dem som "afgudsbilleder", og da vestlige firmaer var villige til at afgive enorme summer penge til renovering af de to statuer, bad Omar i vrede om ødelæggelsen af de to statuer idet at vesten var villig til at afgive enorme summer for de to statuer, mens millioner af fattige gik sultne i resten af landet.

### Krigen i Afghanistan
Omar var eftersøgt i USA Udenrigsministerium's Rewards for Justice-program efter oktober 2001 for at give husly og skjule Osama Bin Laden og al-Qaeda militante i årene op til Terrorangrebet den 11. september 2001.
Efter den amerikansk ledede krig i Afghanistan begyndte tidligt i oktober 2001, flygtede Omar hemmeligt over grænsen til Pakistan sent i 2002. Ifølge kilder, levede han i Karachi, Pakistan, hvor han arbejdede som kartoffel handlende. USA tilbud en dusør på 10 million dollars for informationer der kunne lede til hans tilfangetagelse. I november 2001, beordrede han Taliban tropper til opgive Kabul og tage til bjergene, bemærke: "defending the cities with front lines that can be targeted from the air will cause us terrible loss.".
På grund af sikkerhedsårsager flyttede Omar en del rundt, der har blandt andet været en del beskyldninger imod den pakistanske efterretningstjeneste ISI for at skjule Omar, angiveligt skulle ISI også have sørget for han kom på hospitalet efter et hjerteanfald den 7. januar 2011. Pakistan benægter disse påstande. I begyndelsen af oktober 2001 blev Omars hus i Kandahar bombet, hans 10 år gamle søn og onkel omkom.

### Død
Det blev rapportet den 29. juli 2015, at Omar døde den 23. april 2013 af tuberkulose. Disse informationer blev bekræftet af den afghanske efterretningstjeneste og Taliban den efterfølgende dag. Taliban havde i to år holdt lederens død hemmelig. Det påstås at Omar er begravet et sted i nærheden af pakistansk-afghanske grænse.
Der foregår stadigt en del spekulationer omkring Omars død. Abdul Hassib Seddiqi, talsmand for Afghanistans efterretningstjeneste NDS, udtalte i forbindelsen: "Vi bekræfter officielt at han er død."